# Astragalus rupertii
Astragalus rupertii är en ärtväxtart som beskrevs av Villarreal och M.A.Carranza. Astragalus rupertii ingår i släktet vedlar, och familjen ärtväxter. Inga underarter finns listade i Catalogue of Life.